# The Woman in the Wall
The Woman in the Wall è una miniserie televisiva anglo-statunitense ideata da Joe Murtagh e diretta da Harry Wootliff e Rachna Suri. Ha debuttato il 27 agosto 2023 su BBC One e vede protagonisti Ruth Wilson e Daryl McCormack.

## Puntate
| nº | Titolo originale      | Titolo italiano          | Prima TV UK       | Pubblicazione Italia |
| -- | --------------------- | ------------------------ | ----------------- | -------------------- |
| 1  | Back to Life          | Tornare alla vita        | 27 agosto 2023    | 20 gennaio 2024      |
| 2  | Show Thyself          | Mostra te stesso         | 28 agosto 2023    | 27 gennaio 2024      |
| 3  | Knock, Knock          | Knock, Knock             | 3 settembre 2023  | 3 febbraio 2024      |
| 4  | The Cruelty Man       | L'uomo della crudeltà    | 10 settembre 2023 | 10 febbraio 2024     |
| 5  | Ex Gratia             | Ex gratia                | 17 settembre 2023 | 17 febbraio 2024     |
| 6  | A Little Resurrection | Una piccola resurrezione | 24 settembre 2023 | 24 febbraio 2024     |

## Personaggi e interpreti

### Principali
- Lorna Brady, interpretata da Ruth Wilson (adulta) e da Abby Fitz (giovane), doppiata da Chiara Gioncardi (adulta).
Donna affetta da sonnambulismo, trauma che risale al tempo passato in una lavanderia della Maddalena. Ora lavora come sarta in una merceria vicino a casa.
- Colman Akande, interpretato da Daryl McCormack, doppiato da Emanuele Ruzza.
Sergente investigatore di Dublino che indaga sull'omicidio di padre Percy Sheehan.
- Aidan Massey, interpretato da Simon Delaney, doppiato da Roberto Stocchi.
Sergente di polizia di Kilkinure che investiga sulla morte del sacerdote.
- Niamh, interpretata da Philippa Dunne, doppiata da Emanuela Damasio.
Cittadina di Kilkinure che incoraggia le altre donne a denunciare le persone che le hanno rinchiuse nelle lavanderie della Maddalena quando erano giovani.
- Michael Kearney, interpretato da Mark Huberman, doppiato da Francesco Prando.
Ex compagno di scuola di Lorna.
- Amy Kane, interpretata da Hilda Fay, doppiata da Laura Romano.
Ex lavoratrice nella lavanderia della Maddalena di Kilkinure, ora è la proprietaria di una stazione di rifornimento.
- Sorella Eileen, interpretata da Frances Tomelty, doppiata da Angiola Baggi.
Madre superiora dell'ordine delle Sorelle delle sette gioie quando Lorna lavorava nella lavanderia della Maddalena.
- James Coyle, interpretato da Dermot Crowley, doppiato da Gianni Giuliano.
Cofondatore del gruppo Éadrom, istituito per intentare un causa allo Stato contro lo sfruttamento delle donne nelle lavanderie della Maddalena.

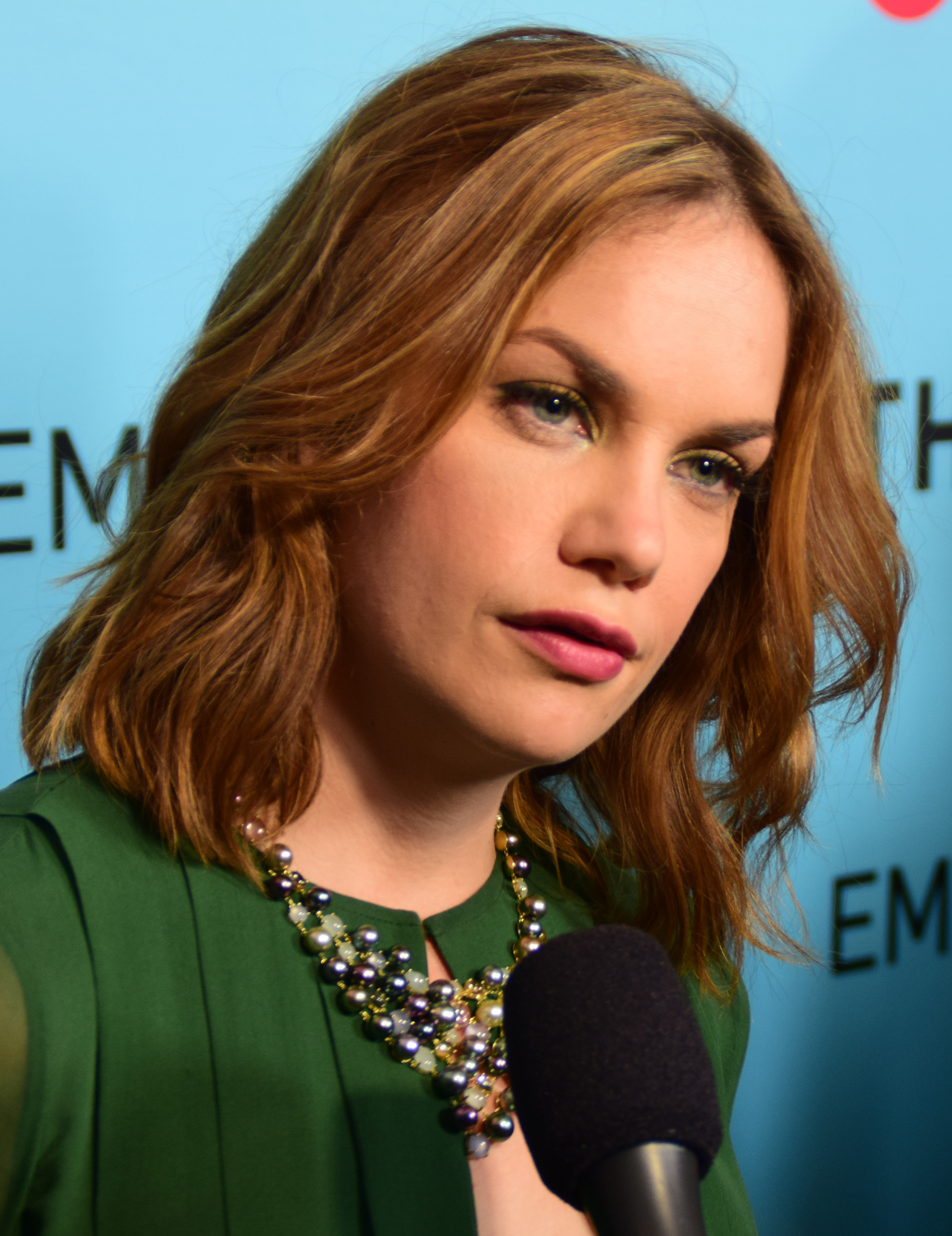
Ruth Wilson
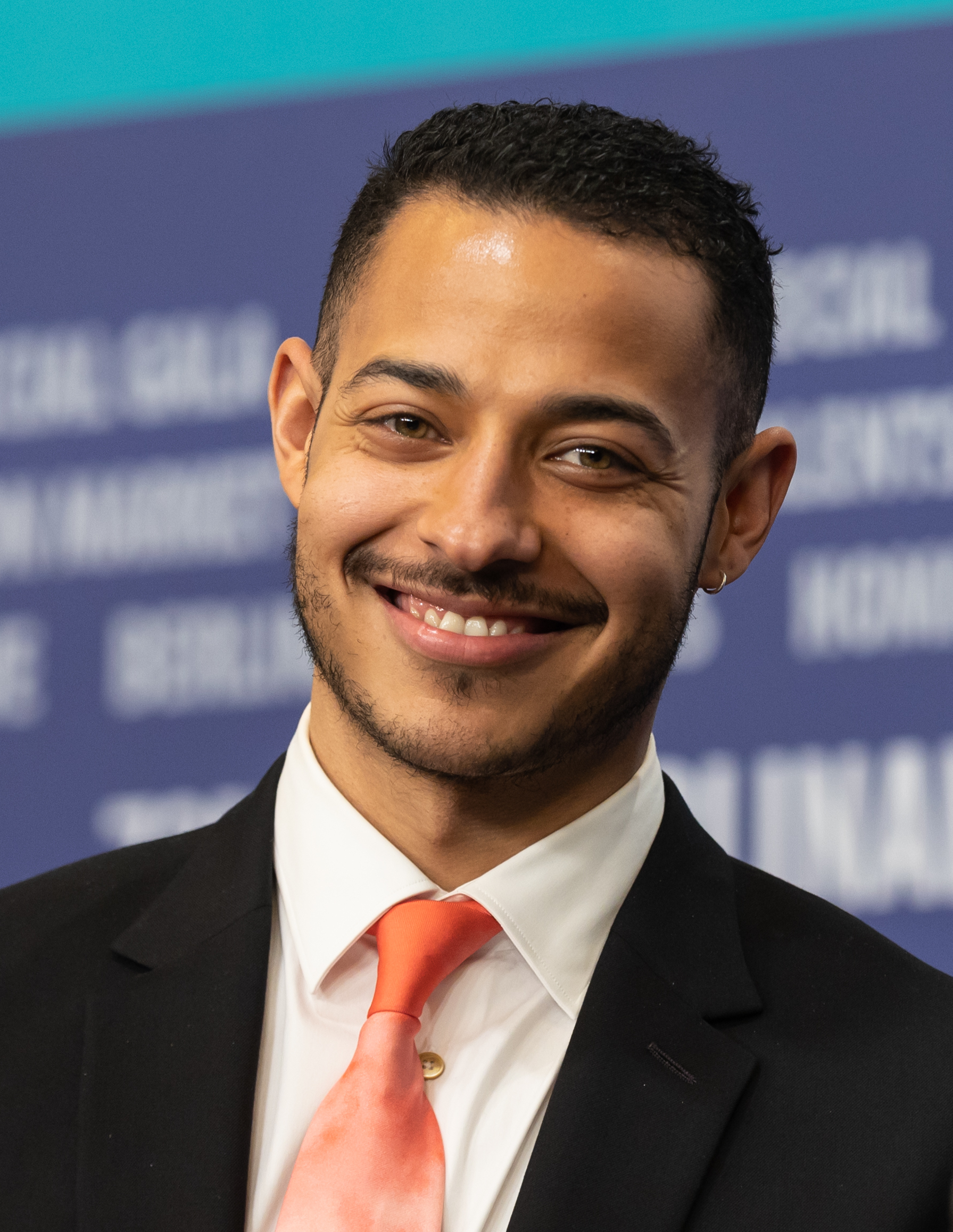
Daryl McCormack

### Ricorrenti
- Clemence Tooley, interpretata da Caoimhe Farren (adulta) e da Ciara Stell (giovane), doppiata da Ilaria Latini (adulta) e da Martina Felli (giovane).
Ex lavoratrice nella lavanderia della Maddalena di Kilkinure.
- Conor Skelly, interpretato fa Cillian Lenaghan, doppiato da Stefano Broccoletti.
Agente di polizia.
- Deirdre, interpretata da Anne Kent, doppiata da Valeria Vidali.
Ex lavoratrice nella lavanderia della Maddalena di Kilkinure.
- Peggy, interpretata da Helen Roche, doppiata da Mirta Pepe.
Moglie di Deirdre.
- Lola Akande, interpretata da Chizzy Akudolu, doppiata da Patrizia Burul.
Madre di Colman.
- Aoife Cassidy, interpretata da Fiona Bell, doppiata da Francesca Fiorentini.
Donna trovata morta da Lorna in casa sua.
- Dara O'Halloran, interpretato da Ardal O'Hanlon, doppiato da Massimo De Ambrosis.
Marito di Aoife.
- David Tooley, interpretato da Brendan McCormack, doppiato da Andrea Lavagnino.
Fratello di Clemence.
- Thomas Coglan, interpretato Brian Doherty, doppiato da Pierluigi Astore.
Proprietario di un maneggio di cavalli.
- Padre Percy Sheehan, interpretato da Stephen Brennan, doppiato da Roberto Fidecaro.

## Produzione
Il progetto è stato annunciato nell'agosto 2022 come una coproduzione tra BBC e Showtime con Joe Murtagh come creatore e sceneggiatore insieme a Harry Wootliff e Rachna Suri come regista. Ruth Wilson e Daryl McCormack sono stati stati scelti come protagonisti con Wilson anche come produttrice esecutiva. Gli altri produttori esecutivi sono Sam Lavender, Simon Maxwell, Joe Murtagh e Harry Wootliff. La miniserie è prodotta da Motive Pictures.
Le riprese sono avvenute nell'Irlanda del Nord e in Irlanda.

## Distribuzione
Nel Regno Unito è stata trasmessa su BBC One dal 27 agosto al 24 settembre 2023. In Italia è stata pubblicata su Paramount+ dal 20 gennaio al 24 febbraio 2024. Negli Stati Uniti è stata resa disponibile su Paramount+ with Showtime dal 21 gennaio 2024.

## Accoglienza

### Critica
La miniserie ha ricevuto recensioni positive dalla critica. Rotten Tomatoes riporta il 70% delle recensioni professionali positive, con un voto medio di 7,40 su 10 basato su 10 critiche. Il consenso critico del sito web indica: «Il macabro mistero di The Woman in the Wall tocca un reale territorio storico che non è sempre equipaggiato da affrontare, ma la formidabile interpretazione di Ruth Wilson fornisce un motivo sufficiente per proseguire la visione.» Metacritic, invece, ha assegnato un punteggio di 76 su 100 basato su 6 recensioni, indicando "recensioni generalmente favorevoli".